# ЗСУ-37-2
ЗСУ-37-2 «Енисей» (Индекс ГРАУ — 2А1,Индекс ГБТУ — Объект 119) — советская опытная зенитная самоходная установка. Вооружена спаренной автоматической 37-миллиметровой пушкой. Суммарный темп стрельбы — 1048 выстрелов в минуту. Серийно не производилась.

## История создания
17 апреля 1957 года Постановлением СМ СССР № 426-211 принято решение о начале разработки новых ЗСУ ЗСУ-23-4 «Шилка» и ЗСУ-37-2 «Енисей». ЗСУ являлись ответом на американские М42А1.
Изначально обе ЗСУ не являлись конкурентами друг другу. ЗСУ-23-4 «Шилка» должна была обеспечивать поражение целей на высотах до 1500 м для ПВО мотострелковых полков, а ЗСУ-37-2 «Енисей» должен был поражать цели на высотах до 3000 м в ПВО танковых дивизий и полков.
В декабре 1960 году был закончен опытный образец. Испытания «Шилки» и «Енисея» проходили практически одновременно, однако по немного отличавшимся программам.
По результатам испытаний, «Енисей» обеспечивал зону поражения близкую по своим параметрам к ЗСУ-57-2. По заключению Государственной комиссии, «Енисей» обеспечивал прикрытие танковых войск, как от нападений воздушных целей, действующих на высотах до 3000 метров, так и во всех других видах боя.
После анализа полученных в ходе испытаний данных, поступило предложение применять ЗСУ «Енисей» для защиты ЗРК «Круг» и ЗРК «Куб».
По заключениям государственной комиссии машина была рекомендована к принятию на вооружение. Однако 5 сентября 1962 года постановлением СМ СССР на вооружение была принята ЗСУ-23-4 «Шилка», что автоматически означало «смертный приговор» для «Енисея». 20 сентября того же года приказом ГКОТ были прекращены все работы над «Енисеем».

## Описание конструкции

Профиль ЗСУ-37-2.

### Броневой корпус и башня
ЗСУ «Енисей» имела противопульное бронирование. В местах размещения боекомплекта оно обеспечивало защиту от 7,62-мм бронебойной пули Б-32 с дистанции в 400 метров. Для питания бортовой электросети в ЗСУ «Енисей» был установлен газотурбинный двигатель.

### Вооружение
В качестве основного вооружения была использована автоматическая зенитная пушка 2А12 «Ангара», специально спроектированная ОКБ-43 для ЗСУ «Енисей». Пушка состояла из двух спаренных 37-миллиметровых автоматов 500П (индекс ГРАУ — 2А11). Обладая уникальной баллистикой, они не имели взаимозаменяемости по боеприпасам, исключение составляла мелкосерийная зенитная установка «Шквал».
«Ангара» была оснащена жидкостной системой охлаждения стволов и следящими электрогидравлическими приводами. С помощью помехозащищённого РПК «Байкал», работавшего в сантиметровом диапазоне волн около 3 см, осуществлялось наведение «Ангары».
В нормальном режиме стрельбы (танковый режим) орудие производило очередь в 150 выстрелов, затем в течение 30 секунд стволы охлаждались, потом цикл повторялся до полного израсходования боекомплекта.

### Ходовая часть
В качестве шасси использовано модифицированная база САУ СУ-100П (изделие 105М, объект 119), разработки КБ завода «Уралтрансмаш». Главный конструктор проекта Г. С. Ефимов.

## Машины на базе
- «Объект 130» — проект зенитной самоходной установки на базе ЗСУ-37-2 «Енисей», СУ-100ПМ и унифицированной по отдельным узлам и агрегатам со средними танками Т-54 и Т-55 (существовала в стадии технического проекта)

## Оценка машины
Во время испытаний было установлено, что одна ЗСУ «Енисей» по своей эффективности превосходит батарею (6 орудий) 57-мм пушек С-60 и батарею (4 орудия) ЗСУ-57-2. Меткость стрельбы была в 2~2,5 раза выше, чем у пушки С-68 устанавливаемой на ЗСУ-57-2. Во время государственных испытаний из пушки «Ангара» было произведено 6266 выстрелов. За этот период с орудием случилось 4 поломки (0,06 % от числа выстрелов) и две задержки (0,08 % от числа выстрелов), что было меньше допустимых тактико-технических требований. Шасси показало хорошие манёвренные качества. Однако при испытаниях аппаратура защиты от пассивных помех давала сбои.
После прохождения испытаний обеими ЗСУ (ЗСУ-23-4 «Шилка» и ЗСУ-37-2 «Енисей») был проведён тщательный сравнительный анализ:
1. Обе машины имеют радиолокационный комплекс и могут вести стрельбу днём и ночью.
2. Масса «Енисея» 28 тонн, следовательно вооружать им мотострелковые подразделения и ВДВ недопустимо.
3. Во время стрельбы по самолётам МиГ-17 и Ил-28 на высотах 200 и 500 метров эффективнее «Шилка» в 1,5 и 2 раза соответственно.
4. «Енисей» предназначен для противовоздушных подразделений танковых полков и танковых дивизий по следующим соображениям: танковые соединения и подразделения действуют в основном в отрыве от основной группы войск. «Енисей» осуществляет сопровождение танков на всех этапах боя и обеспечивает эффективный огонь на высотах до 3000 м и на дальности до 4500 м. При использовании этой установки практически исключается точное бомбометание по танкам, «Шилка» этого не может обеспечить. «Енисей» может вести более эффективную стрельбу на самооборону по наземным целям при следовании в боевых порядках танковых войск.
5. Унификация:
  1.  «Шилка»: 23-мм автомат и выстрелы производятся серийно. Гусеничная база АСУ-85 изготавливается на ММЗ.
  2.  «Енисей»: РПК унифицирован с ЗРК «Круг», шасси унифицировано с САУ СУ-100П и всеми машинами на её базе, к производству готовились 2-3 завода.

В заключениях государственных комиссий и в других документах нет чёткого обоснования, какая из двух систем лучше. Стоимость их так же была сопоставима.